# Der große Abschied
Der große Abschied (Originaltitel: The Big Goodbye) ist die zwölfte Episode der ersten Staffel der US-amerikanischen Science-Fiction-Fernsehserie Raumschiff Enterprise – Das nächste Jahrhundert. Sie wurde in den Vereinigten Staaten über Syndication vermarktet und erstmals am 11. Januar 1988 auf verschiedenen Fernsehsendern ausgestrahlt. In Deutschland erschien sie zum ersten Mal im Februar 1989 in einer synchronisierten Fassung auf VHS. Im deutschen Fernsehen war sie zum ersten Mal am 23. November 1990 in einer zweiten Synchronfassung im ZDF zu sehen.

## Handlung
Im Jahr 2364 bei Sternzeit 41997.7 befindet sich die Enterprise auf einer diplomatischen Mission, um Kontakt mit den Jarada herzustellen. Diese insektenartige Spezies legt größten Wert aufs Protokoll und besteht darauf, von Captain Picard in ihrer Muttersprache begrüßt zu werden, die für Menschen äußerst schwer zu beherrschen ist. Nach intensiven Vorbereitungen benötigt Picard eine Pause und beschließt, auf dem Holodeck zu entspannen. Dort will er in die Rolle von Dixon Hill schlüpfen, einem Privatdetektiv im San Francisco der 1940er Jahre. Picard ist begeistert von dem neuen Programm. In Hills Büro erwartet ihn eine Klientin, die sich verfolgt fühlt. Picard nimmt ihren Fall an und pausiert das Programm anschließend, um anderen Verpflichtungen nachzukommen. In dem Moment, als er das Holodeck verlässt, betritt der Gangster Felix Leech das Büro und stellt erstaunt fest, dass Dixon Hill einfach verschwunden ist.
Wenig später setzt Picard das Programm fort und lädt Schiffsärztin Beverly Crusher und den Historiker Whalen ein, ihn zu begleiten. Auch der zweite Offizier Data zeigt Interesse an dem Programm. Als Picard, Whalen und Data das Holodeck betreten, finden sie sich in einem belebten Straßenzug wieder. Dort erfährt Picard an einem Zeitungsstand, dass Hills Klientin ermordet wurde. Die beiden Polizisten Bell und McNary nähern sich und erklären Picard, dass Hills Visitenkarte bei der Toten gefunden wurde, was ihn zu einem Verdächtigen macht.
In diesem Moment taucht unerwartet eine Sonde der Jarada vor der Enterprise auf und scannt das Schiff intensiv. Dadurch werden einige Systeme beeinträchtigt, darunter das Holodeck. Als sich Dr. Crusher ihren Kollegen anschließt, bemerkt sie, dass sich die Türen des Holodecks unkontrolliert öffnen und schließen. Die Jarada wünschen nun, mit Picard zu sprechen, doch der ist über Funk nicht zu erreichen und seltsamerweise auf dem Holodeck auch nicht mehr zu lokalisieren.
Nichts ahnend von der Situation muss sich Picard nun im Polizeirevier einem Verhör unterziehen, während seine drei Kollegen auf ihn warten. Picard gelingt es schließlich, das Verhör zu beenden, und begibt sich anschließend mit Crusher, Data und Whalen in Dixon Hills Büro. Dort werden sie bereits von Felix Leech erwartet, der sie mit einer Waffe bedroht und den Aufbewahrungsort eines bestimmten Gegenstands erfahren will, den Hill ausfindig machen sollte. Whalen will Leech überwältigen, wird von diesem jedoch angeschossen. Zum Schrecken aller ist Whalen ernsthaft verletzt, was die Sicherheitsprotokolle des Holodecks eigentlich verhindern sollten. Schließlich kann Picard Leech entwaffnen, der daraufhin aus dem Büro flieht. Whalen muss auf die Krankenstation, doch der Computer reagiert auf keine Befehle und Picard ist mit seinen Leuten im Holodeck gefangen.
Während Lieutenant La Forge und Fähnrich Wesley Crusher versuchen, das Holodeck zu reparieren, verschlechtert sich Whalens Zustand. Leech kehrt zurück in Hills Büro, mit seinem Boss Cyrus Redblock und einem weiteren Gangster als Verstärkung. Kurz darauf erscheint McNary, doch er wird schnell von den Gangstern entwaffnet. Picard versucht, die Situation zu entschärfen, indem er Redblock die volle Wahrheit erzählt: Sie befinden sich in einer Simulation und niemand außer Picard und seinen Leuten sei echt. Redblock will das testen und dazu jemanden von Picards Leuten erschießen. Picard verhindert das, indem er behauptet, er habe den von Redblock gesuchten Gegenstand. Wesleys Reparaturen führen dazu, dass sich die Gruppe für einen kurzen Moment in einer Schneelandschaft wiederfindet. Danach sind sie wieder in Hills Büro, doch nun ist der offene Ausgang des Holodecks zu sehen. Picard erklärt, dies sei das Tor zu seiner Welt. Redblock und Leech vermuten dahinter große Reichtümer und verlassen das Holodeck. Draußen lösen sie sich jedoch sehr schnell in Nichts auf. Der verbliebene Gangster wird überwältigt und Whalen kann endlich auf die Krankenstation gebracht werden. Picard bleibt noch kurz zurück, denn McNary will von ihm wissen, ob seine Welt weiter existiert, wenn das Programm abgeschaltet wird. Picard kann ihm darauf keine Antwort geben. Er eilt auf die Brücke, wo er schließlich die Jarada mit der lang erwarteten, fehlerfrei aufgesagten Begrüßung empfängt. Diese sind erfreut und zeigen sich mit der Aufnahme diplomatischer Beziehungen einverstanden.

## Besonderheiten

### Verbindungen zu anderen Star-Trek-Produktionen
Der große Abschied nimmt Bezug auf die frühere Folge Die geheimnisvolle Kraft, in der Datas Interesse an Sherlock Holmes geweckt wurde. Hier möchte er am Dixon-Hill-Holodeckprogramm teilnehmen, um die beiden Detektive besser vergleichen zu können.
Dass holografische Figuren erst allmählich verschwinden, wenn sie das Holodeck verlassen, ist hier zum einzigen Mal zu sehen. In mehreren späteren Star-Trek-Folgen wird ein sofortiges Verschwinden beim Erreichen der Begrenzung des Holodecks gezeigt.
Tracy Tormé und Joseph L. Scanlan wollten die Holodeck-Szenen eigentlich in Schwarzweiß drehen, doch die Produzenten Rick Berman and Robert Justman waren dagegen, denn sie meinten, das Holodeck sei nicht in der Lage, das Erscheinungsbild seiner Benutzer zu verändern. In der Serie Star Trek: Raumschiff Voyager wurde mit Captain Proton schließlich doch noch ein Schwarzweiß-Holodeckprogramm eingeführt.
Einige Elemente aus dieser Folge wurden in späteren Star-Trek-Produktionen wieder aufgegriffen:
- Das Dixon-Hill-Holodeckprogramm ist noch in zwei weiteren Folgen von Raumschiff Enterprise – Das nächste Jahrhundert und im Spielfilm Star Trek: Der erste Kontakt von 1996 zu sehen. Erwähnungen der Figur und der fiktiven Dixon-Hill-Romanreihe gibt es in mehreren weiteren Folgen von Raumschiff Enterprise – Das nächste Jahrhundert, Star Trek: Raumschiff Voyager, Star Trek: Enterprise und Star Trek: Picard.
- In dieser Folge werden sich erstmals holografische Charaktere ihrer Existenz als Hologramme bewusst. Dies geschieht später mehrfach wieder, zum Teil unabsichtlich (etwa bei der Nachbildung von Professor Moriarty in zwei Folgen von Raumschiff Enterprise – Das nächste Jahrhundert oder bei Michael Sullivan in zwei Folgen von Star Trek: Raumschiff Voyager), zum Teil beabsichtigt (etwa beim Medizinisch-Holografischen Notfallprogramm in Star Trek: Raumschiff Voyager oder bei Vic Fontaine in Star Trek: Deep Space Nine).
- Die Jarada werden in Folge 2.17 (Das Herz eines Captains) von Raumschiff Enterprise – Das nächste Jahrhundert noch einmal erwähnt. Im Spielfilm Star Trek: Treffen der Generationen von 1994 ist ihr Heimatplanet auf einer Sternenkarte verzeichnet.
- Das fiktive Baseball-Team der London Kings wird hier erstmals erwähnt. Es wird später auch in mehreren Folgen von Star Trek: Deep Space Nine, Star Trek: Raumschiff Voyager, Star Trek: Picard und Star Trek: Lower Decks erwähnt.

### Besonderheiten der deutschen Synchronfassung
Dixon Hills Sekretärin erhielt erst in einer späteren Folge den Namen Madeline. In Der große Abschied blieb sie sowohl in der englischen Originalfassung als auch in der deutschen TV-Synchronfassung namenlos. In der deutschen VHS-Synchronfassung wurde sie hingegen Stacy genannt.

## Produktion

### Drehbuch
Die Grundidee einer Detektivgeschichte auf dem Holodeck wurde von Star-Trek-Schöpfer Gene Roddenberry ins Spiel gebracht. Die eigentliche Drehbucharbeit fiel Tracy Tormé zu, der eine Film-noir-Geschichte entwickelte und als großer Fan dieses Genres zahlreiche Verweise auf bekannte Werke einarbeitete:
Der englische Originaltitel The Big Goodbye ist ein Amalgam aus den Titeln der beiden Kriminalromane The Big Sleep (deutsch: Der große Schlaf) und The Long Good-Bye (deutsch: Der lange Abschied) von Raymond Chandler.
Die Figur des Dixon Hill ist dem von Humphrey Bogart verkörperten Dixon Steele aus dem Film Ein einsamer Ort von 1950 nachempfunden. Tormé wollte seine Figur ursprünglich auch Dixon Steele nennen, der Name wurde aber letztlich abgeändert, auch um nicht als Anspielung auf die Krimiserie Remington Steele verstanden zu werden.
Die Handlung des Holodeckprogramms orientiert sich am Film Die Spur des Falken (eine 1941 entstandene Verfilmung des Romans Der Malteser Falke von Dashiell Hammett). Die beiden Gangster Cyrus Redblock (Lawrence Tierney) und Felix Leech (Harvey Jason) sind den Figuren Kasper Gutman (Sydney Greenstreet) und Joel Cairo (Peter Lorre) nachempfunden.

### Regie
Als Regisseur von Der große Abschied war ursprünglich Rob Bowman vorgesehen. Da es jedoch Probleme bei der Produktion der Folge Das Duplikat gab, wurde kurzfristig die Produktionsreihenfolge der beiden Episoden getauscht. Die Regie übernahm Joseph L. Scanlan, der ursprünglich Das Duplikat inszenieren sollte. Scanlan wollte ebenso alle Holodeck-Szenen im Film-noir-Stil in Schwarzweiß drehen, womit er jedoch nicht durchkam.

### Darsteller
Lawrence Tierney, Darsteller von Cyrus Redblock, spielte auch den Regenten von Palamar in Folge 5.18 (Kriegsgeschäfte) von Star Trek: Deep Space Nine aus dem Jahr 1997.
William Boyett, Darsteller des Polizisten Dan Bell, spielte auch einen weiteren Polizisten in Folge 6.01 (Gefahr aus dem 19. Jahrhundert, Teil II) von Raumschiff Enterprise – Das nächste Jahrhundert aus dem Jahr 1992.
David Selburg, Darsteller von Whalen, spielte noch drei weitere Nebenrollen in jeweils einer Folge von Raumschiff Enterprise – Das nächste Jahrhundert, Star Trek: Raumschiff Voyager und Star Trek: Enterprise.
Mike Genovese, Darsteller eines Polizisten, spielte auch den Kressari Zef'No in Folge 2.02 (Der Kreis) von Star Trek: Deep Space Nine aus dem Jahr 1993.
Dick Miller, Darsteller des Verkäufers Mac, spielte auch Vin in der Doppelfolge 3.11–12 (Gefangen in der Vergangenheit) von Star Trek: Deep Space Nineaus dem Jahr 1995.
Rhonda Aldrich hat hier ihren ersten von drei Auftritten als Dixon Hills Sekretärin Madeline.
Eric Cord, Darsteller eines Gangsters, wirkte auch als Stuntdouble in einer weiteren Folge von Raumschiff Enterprise – Das nächste Jahrhundert und im Spielfilm Star Trek: Treffen der Generationen sowie als Statist in einer Folge von Star Trek: Raumschiff Voyager mit.

### Kulissen
Dixon Hills Büro basiert auf dem des Detektivs Sam Spade (Humphrey Bogart) aus Die Spur des Falken.

### Musik
Als Picard zum ersten Mal das Holodeck betritt, ist in der englischen Originalfassung und in der deutschen VHS-Synchronfassung das Lied Out of Nowhere von Johnny Green und Edward Heyman zu hören. In der deutschen TV-Synchronfassung wurde es durch ein anderes Stück ersetzt.

## Rezeption
William Ware Theiss wurde 1988 für seine Arbeit bei Der große Abschied mit einem Primetime Emmy Award in der Kategorie „Bestes Kostümdesign für eine Serie“ ausgezeichnet. Edward R. Brown wurde für einen Primetime Emmy Award in der Kategorie „Beste Kamera für eine Serie“ nominiert.
Der Große Abschied wurde 1988 mit einem Peabody Award ausgezeichnet.
Die amerikanische Programmzeitschrift TV Guide kritisierte kurz nach der Erstausstrahlung eine allzu große Ähnlichkeit zwischen Der große Abschied und der Folge Epigonen aus der Vorgängerserie Raumschiff Enterprise. Drehbuchautor Tracy Tormé wies diese Kritik zurück und entgegnete, der Vorwurf sei ausschließlich an den Kostümen festgemacht.
Keith DeCandido bewertete Der große Abschied 2011 auf tor.com als eine großartige Folge von Raumschiff Enterprise – Das nächste Jahrhundert und eine raffinierte Bearbeitung von Der Malteser Falke. Er lobte die großartige Schauspielleistung aller Darsteller und die interessante philosophische Frage, ob die Hologramme auch ein Leben führen, wenn ihr Programm nicht aktiviert ist. Im Rückblick leidet die Folge laut DeCandido allerdings ein wenig darunter, dass das Konzept der Holodeck-Fehlfunktion im weiteren Verlauf der Star-Trek-Serien zu Tode geritten wurde.
Juliette Harrisson führte Der große Abschied 2017 auf der Website Den of Geek in einer Liste der zehn wegweisendsten Folgen von Raumschiff Enterprise – Das nächste Jahrhundert auf Platz 6, da das Potential des Holodecks hier erstmals voll ausgeschöpft wird.
Michael Weyer führte Der große Abschied 2019 auf cbr.com in einer Liste der 20 besten Holodeck-Folgen im Star-Trek-Franchise auf Platz 11.